# Werner Kogler
Werner Kogler (ur. 20 listopada 1961 w Hartbergu) – austriacki polityk i ekonomista, poseł do Rady Narodowej, od 2017 lider Zielonych – Zielonej Alternatywy, w latach 2020–2025 minister w rządzie federalnym, w latach 2020–2024 również wicekanclerz.

## Życiorys
Absolwent Bundesrealgymnasium Gleisdorf (1980). Studiował następnie prawo na Universität Graz, a także ekonomię na tej uczelni, uzyskując w 1984 w tej dziedzinie magisterium. Do 1994 pracował przy różnych projektach z zakresu ekonomiki środowiska. Od 1981 zaangażowany w działalność polityczną, współtworzył organizację Alternative Liste Graz. Od czasu zjednoczenia środowisk ekologicznych działacz ugrupowania Zieloni – Zielona Alternatywa. W latach 1994–1999 był pracownikiem klubu parlamentarnego tej formacji.
Od 1985 do 1988 był radnym miejskim w Grazu. W 1999 objął mandat posła do Rady Narodowej, który wykonywał nieprzerwanie przez pięć kadencji do 2017. W 2005 został rzecznikiem krajowym Zielonych w Styrii, a w 2008 wiceprzewodniczącym frakcji poselskiej w niższej izbie parlamentu. W 2009 powołany na zastępcę rzecznika federalnego Zielonych. W grudniu 2010 podczas debaty parlamentarnej nad budżetem państwa na następny rok, będąc posłem opozycji, wygłosił w Radzie Narodowej przemówienie trwające blisko 13 godzin, bijąc tym samym kilkunastoletni krajowy rekord w długości takiego wystąpienia.
W wyborach w 2017 Zieloni nie przekroczyli progu wyborczego. W październiku tegoż roku Werner Kogler został nowym rzecznikiem federalnym partii. W 2019 jako lider listy wyborczej ugrupowania uzyskał mandat posła do Parlamentu Europejskiego IX kadencji. Zrezygnował z jego objęcia przed rozpoczęciem kadencji z uwagi na rozpoczętą kampanię do austriackiej Rady Narodowej. W wyniku wyborów federalnych z września tegoż roku jego ugrupowanie powróciło do niższej izby austriackiego parlamentu, a Werner Kogler ponownie został wybrany na deputowanego. Mandat poselski utrzymał także w 2024.
Kierowani przez niego Zieloni zawarli porozumienie koalicyjne z Austriacką Partią Ludową. W konsekwencji 7 stycznia 2020 został zaprzysiężony drugi rząd Sebastiana Kurza. Werner Kogler objął w nim stanowisko wicekanclerza; został też ministrem służby cywilnej i sportu, po reorganizacji ministerstw powierzono mu też sprawy sztuki i kultury. Pozostał na dotychczasowych funkcjach w październiku 2021, gdy nowym kanclerzem został Alexander Schallenberg, a także w grudniu 2021, gdy na czele gabinetu stanął Karl Nehammer. W październiku 2024 odszedł z urzędu wicekanclerza. W marcu 2025 zakończył pełnienie funkcji ministra.